# 山清警察署
山清警察署（サンチョンけいさつしょ）は、慶南地方警察庁所管の警察署である。

## 管轄区域
- 山清郡

## 沿革
- 1945年10月21日 - 国立警察発足
- 1999年12月18日 - 現在の庁舎が完成

## 組織
- 警務課
- 生活安全交通課
- 捜査課
- 情報保安課

## 管轄地区隊
- 警護地区隊

## 管轄派出所
- 新安派出所
- 新等派出所
- 丹城派出所
- 矢川派出所

## 管轄治安センター
- 生草治安センター
- 今西治安センター
- 梧釜治安センター
- 生比良治安センター
- 車黄治安センター
- 三荘治安センター